# Свиносовхоз (посёлок)
 Свиносовхоз  — посёлок в Дубёнском районе Мордовии в составе Дубёнского сельского поселения.

## География
Находится на расстоянии менее 4 километров на юго-запад от районного центра села Дубёнки.

## История
Основан в 1929 году переселенцами из сел Дубёнки, Ардатово, Паракино, Кочкурово. Центральная усадьба совхоза «Дубенский»

## Население
| 2002 | 2010 |
| ---- | ---- |
| 556  | ↘461 |

Постоянное население составляло 556 человек (русские 35 %, мордва-эрзя 60 %) в 2002 году, 461 в 2010 году.